# Akasztó
Akasztó je vas na Madžarskem, ki upravno spada pod podregijo Kiskőrösi Županije Bács-Kiskun.
Tu se nahaja Stadion Stadler s 12.000 mesti.